# Trochoideus sansibaricus
Trochoideus sansibaricus es una especie de coleóptero de la familia Endomychidae.

## Distribución geográfica
Habita en Zanzíbar (Tanzania).